# Kurir
Kurir est un quotidien serbe publié à Belgrade. Il a paru pour la première fois le 6 mai 2003. Il appartient à Radisav Rodić qui possède également le quotidien Glas javnosti. Journal au ton mordant, voire irrévérencieux, Kurir exerce une influence importante sur l'opinion publique en Serbie. Depuis le 6 mai 2006, il sort une édition spéciale pour les pays de l'Europe de l'Ouest.

## Histoire
L'histoire de Kurir remonte à l'assassinat du premier ministre de Serbie Zoran Đinđić le 12 mars 2003. Après sa mort, l'état d'urgence fut décrété et, le 18 mars 2003, le ministre de la culture et de l'information Branislav Lečić suspendit pour un temps le quotidien le Nacional, parce qu'il remettait en cause l'état d'urgence en s'interrogeant sur sa véritable raison d'être. Le tribunal de commerce de la ville de Belgrade prononça son interdiction définitive et sa liquidation le 1er avril 2003. L'équipe du Nacional créa alors le quotidien Kurir, qui ressemblait par son ton mordant à l'ancien journal interdit.
Le journal joua un rôle dans la chute du gouvernement du premier ministre Zoran Živković ; fin 2003, Kurir mit en cause des pratiques de vote douteuses au parlement de Serbie et s'en prit particulièrement à la députée Neda Arnerić. La coalition qui dirigeait alors la Serbie, l'Opposition démocratique de Serbie (Demokratska opozicija Srbije), vola en éclats. Le journal en appelait à de nouvelles élections. Des articles furent rédigés mettant en cause le ministre de l'intérieur Dušan Mihajlović, l'accusant d'avoir conclu des marchés frauduleux par l'intermédiaire de sa société Lutra. Le journal tenait sans doute ses sources de membres du parti G17 Plus, qui, connaissant le goût de Kurir pour l'information à scandale, en profitaient pour compromettre le gouvernement et se débarrasser d'un ennemi politique. Mais le G17 fut également attaqué par le journal. Des articles mirent en cause le président du parti Miroljub Labus dans une affaire de conflit d'intérêts : ayant obtenu une bourse d'études pour sa fille par l'intermédiaire du groupe Ericsson, Labus prenait part aux négociations entre la société suédoise et le groupe national Telekom Srbija. Un peu plus tard, le gouverneur de la Banque nationale de Serbie, Radovan Jelašić fut mis en cause dans l'achat de sa villa de Dedinje.
Le 8 décembre 2005, 90 % du personnel de Kurir quitta le journal, et en particulier son rédacteur en chef Đoko Kesić et son vice-président Dragan J. Vučićević. Ils créèrent, avec d'autres, le quotidien Press .
Kurir est considérée comme proche du gouvernement d'Aleksandar Vucic.